# Tintange
Tintange es una sección de la comuna de Fauvillers localizado en Región Valona en provincia de Luxemburgo.
Era un municipio independiente antes de la fusión de los municipios en 1977.

## Historia
1721: una capilla se construyó en el sitio de la iglesia actual.
1781: transferencia de la parroquia de Romeldange para Tintange. El bicentenario de esta transferencia se celebró en 1981 y se lo dio a Romeldange plantea una estela en memoria de las personas que sucedió en este profundo valle por casi un milenio.
1785-1786: la capilla fue sustituida por la iglesia.
Durante el Primer Imperio,  Tintange y Warnach son dos salas llenas.
1823: fusión de Tintange y Warnach.
- Datos: Q1026215
- Multimedia: Tintange / Q1026215